# Pierre Bourgeade
Pierre Bourgeade (Morlanne, 7 de noviembre de 1927 - Loches, 12 de marzo de 2009) fue un literato francés. Cultivó la novela, el drama, la poesía, el guion, la dirección cinematográfica, el periodismo, la crítica literaria y la fotografía. Descendiente de Jean Racine, fue también cuñado de la escritora Paule Constant.
Desarrolló una obra polimorfa, ampliamente relacionada con la herencia de Sade y de Georges Bataille. Autor «escandaloso» en los años 1960, exploró, al hilo de un estilo vivo y eficaz, casi plano, sus temas predilectos: la Historia, los grandes destinos, el sexo y el erotismo, la soledad, la imposibilidad de conocerse a sí mismo... Amigo de Man Ray, y de Pierre Molinier, Pierre Bourgeade también era fotógrafo de desnudos en blanco y negro. Autor prolífico de novelas negras, fue galardonado por la Sociedad de Personas de Letras (SGDL en francés) con el Gran Premio Paul-Féval en 1998 por su obra Pitbull.

## Biografía
Pierre Bourgeade nació el 7 de noviembre de 1927 en Morlanne (un pequeño pueblo de los Pirineos Atlánticos). Su padre, Eugène Bourgeade, recaudador de impuestos, era descendiente de un Bourgeade hojalatero y vendedor ambulante en Cantal; su madre, Henriette Navarron, era descendiente de Jean Racine.
Está enterrado en París, en el cementerio de Montparnasse.
Es conocido también por haber sido condenado por "injurias al jefe del estado" (dirigidas contra el presidente de la República Francesa, Georges Pompidou) porque había denunciado la gracia que este último había concedido al miliciano Paul Touvier.

## Obra

### Teatro
Autor de una cuarentena de piezas, el nombre de Pierre Bourgeade está relacionado con dos fechas clave de la creación teatral contemporánea: 1969, Orden, puesta en escena por Jorge Lavelli, advenimiento del «teatro musical» y 1976, Palazzo Mentale, creada por Georges Lavaudant, premio del sindicato de la crítica dramática.
Entre sus demás piezas, se pueden citar entre otras Deutsches Requiem (puesta en escena por Daniel Benoin), Fragmentos para Guevara (puesta en escena por Michaël Lonsdale), El Proceso de Charles Baudelaire (puesta en escena por Dominique Quéhec), Petite zoologie amoureuse - PZA (puesta en escena por Maurice Attias), y L'Autorisation (puesta en escena por Jacques Rosny).
Realizó dos adaptaciones de textos de Georges Bataille: Ma Mère y Le Mort (puesta en escena por Maurice Attias). Igualmente adaptó para Jean-Louis Barrault Antígona de Sófocles y Los Pájaros de Aristófanes, último espectáculo dirigido e interpretado por Barrault en el Teatro de Rond-Point.
Trabajó con el compositor Marius Constant sobre el libreto de un melodrama fantástico consagrado al Marqués de Sade: Teresa (puesta en escena por Marc Adam en el castillo de Lacoste en julio de 1995).

### Poesía
Escribió numerosos poemas, a menudo eróticos, siempre en versos de siete sílabas.

### Fotografía
Fiel a sus temas literarios, Bourgeade fotografió sobre todo desnudos en blanco y negro. Fue amigo de varios fotógrafos, sobre todo de Man Ray con quien realizó algunas entrevistas, y de Pierre Molinier a quien dedicó algunos textos.

### Reconocimientos
- 1966 : Prix Hermès-ESCP (Les Immortelles, Gallimard)
- 1976 : Prix du Syndicat de la Critique dramatique (Palazzo Mentale)
- 1979 : Prix Max Barthou de l’Académie Française (Une ville grise, Gallimard)
- 1983 : Prix Mottart de l’Académie Française + sélection Prix Goncourt (Les Serpents, Gallimard)
- 1990 : Prix du public et de la photographie Monte-Carlo (Quartier nègre)
- 1998 : Grand Prix Paul-Féval de littérature populaire de la Société des Gens de Lettres (Pitbull, Gallimard)
- 2009 : Prix spécial du jury Sade (Éloge des fétichistes, Tristram)

### Selección de novelas

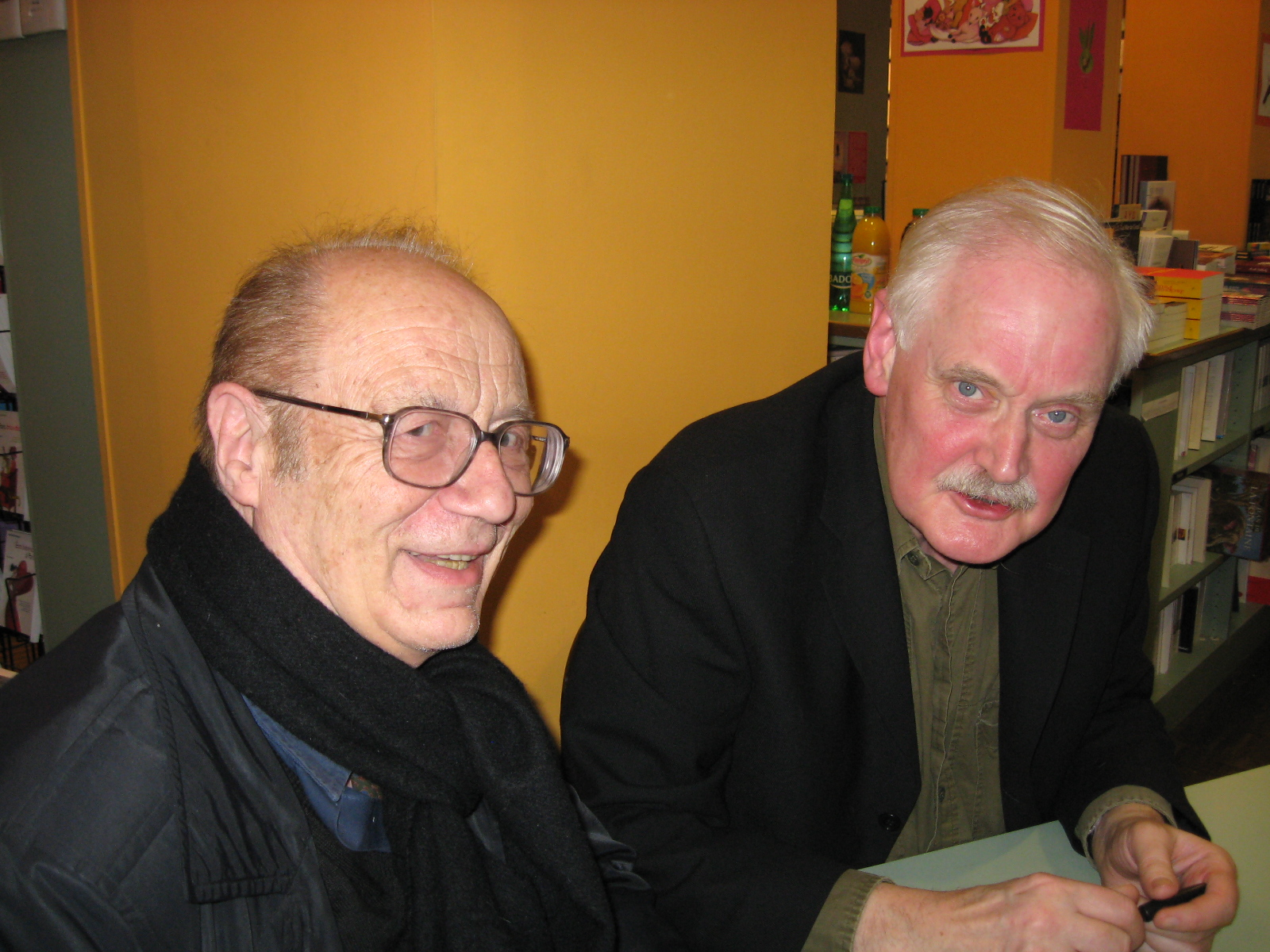
Pierre Bourgeade (a izquierda) y Willem, firmando en la librería L'Arbre à lettres, enero de 2008, París